# Heriberto Jurado
Heriberto De Jesús Jurado Flores (Miguel Hidalgo, 3 januari 2005) is een Mexicaans voetballer die bij voorkeur als vleugelspeler speelt. Hij tekende in januari 2025 voor Cercle Brugge.

## Clubcarrière
Jurado is afkomstig uit de jeugdopleiding van Necaxa. In oktober 2021 debuteerde hij in de Mexicaanse Primera División. Op 3 februari 2025 tekende hij een contract tot medio 2028 met optie op een extra jaar bij Cercle Brugge.